# Transfăgărășan
Transfăgărășan ali DN7C, znana tudi kot Ceaușescujeva neumnost , je asfaltirana gorska cesta, ki prečka južni del Karpatov v Romuniji. Je državna cesta in druga najvišja asfaltirana cesta v državi po Transalpini. Začne se blizu vasi Bascov v bližini Piteștija in je dolga 90 kilometrov do križišča z DN1 in Sibiuja in prečka prelaz med najvišjima vrhovoma v državi, Moldoveanu in Negoiu. Cesta, zgrajena v zgodnjih 1970-ih letih kot strateška vojaška pot, povezuje zgodovinski regiji Transilvanijo in Vlaško.

## Zgodovina
Cesta je bila zgrajena med letoma 1970 in 1974, ko je vladal Nicolae Ceaușescu, kot odgovor na vdor Sovjetske zveze na Češkoslovaško leta 1968 .  Ceaușescu je želel zagotoviti hiter vojaški dostop čez gore ob morebitnem sovjetskem vdoru. Takrat je Romunija že imela nekaj strateških gorskih prehodov čez južne Karpate iz predkomunistične dobe (DN1 in DN67C) ali zgrajene v začetnih letih komunističnega režima (DN66). Ti prehodi so bili v glavnem skozi rečne doline in bi jih Sovjeti zlahka blokirali in napadli. Ceaușescu je zato odredil gradnjo ceste čez gorovje Făgăraș, ki deli severozahodno in južno Romunijo. 
Cesta, zgrajena predvsem zaradi vojaških potreb, je imela visoke finančne in človeške stroške. Delo je potekalo v alpskem podnebju na višini 2000 metrov, uporabili so približno 6 milijonov kilogramov dinamita in zaposlili mlade vojake, ki niso bili usposobljeni za miniranje. Mnogi delavci so umrli; uradni zapisi navajajo, da je 40 vojakov izgubilo življenje, neuradne ocene delavcev pa govorijo o stotinah.
Cesta je bila uradno odprta 20. septembra 1974, čeprav se je delo, zlasti tlakovanje vozišča, nadaljevalo do leta 1980.

## Potek
Cesta s serpentinami, dolgimi S-krivuljami in strmimi nakloni se vzpne do višine 2042 m. Je zelo privlačna in izziv za pohodnike, kolesarje, voznike in motoriste. Zaradi topografije je povprečna hitrost približno 40 km/h. Cesta omogoča dostop do jezera Bâlea in slapa Bâlea.
Cesta je običajno zaradi snega zaprta od konca oktobra do konca junija, odvisno od vremena. Lahko je odprta tudi do konca novembra ali pa je lahko zaprta celo poleti. Podatki o tem se dobijo v mestu Curtea de Argeș in vasi Cartisoara.
Cesta ima več predorov (skupaj 5)  in viaduktov kot katera koli druga cesta v Romuniji. Blizu najvišje točke, ob jezeru Bâlea, gre cesta skozi predor Bâlea, najdaljši cestni predor v Romuniji, 884 m.
Ob južnem delu ceste, v bližini vasi Arefu, je grad Poenari, ki je bil rezidenca Vlada III., navdih za grofa Drakulo Brama Stokerja.
Severni del se uporablja za letna kolesarska tekmovanja, tudi za Tour Romunija.

## V popularni kulturi
Cesta je vidna v britanski televizijski oddaji Top Gear v prvi epizodi serije 14 (november 2009). Jeremy Clarkson je izjavil, da je to »najboljša cesta na svetu«, prej je to veljalo za prelaz Stelvio v Italiji.

## Galerija
- Severni del ceste
- Transfăgărășan leta 1974
- Isti odsek leta 2007
- Viadukt
- Območje Transfăgărășana in jezero Bâlea
- Jezero Bâlea